# Дубсон, Аркадий Борисович
Аркадий Борисович Дубсон (23 июня 1895, село Хортица, Александровский уезд, Екатеринославская губерния — 22 августа 1938, Москва) — советский дипломат-разведчик, востоковед.

## Биография
Родился в немецкой колонии Хортица семье фельдшера. В 1915 году окончил 1-й курс Петроградского психоневрологического института. В 1917 году окончил 2-ю Московскую школу прапорщиков.
В 1921 году окончил 1-й курс восточного отделения Военной академии РККА.

### Карьера
Участник Первой мировой и Гражданской войн. Член ВКП(б) с ноября 1917 года. С 1919 года — сотрудник ВЧК.
С 1920 года — на дипломатической работе: секретарь Персидского отдела НКИД, в 1921—1928 годах — на консульских должностях в Урмии, Тебризе и Мешхеде.
В 1930—1931 годах — на научно-педагогической работе: декан факультета Среднеазиатского государственного университета в Ташкенте, ректор Ленинградского института народов Севера, ответственный секретарь Ученого комитета при ЦИК СССР.
В 1931—1933 годах — советский дипломатический и торговый представитель в Йемене.
С 1935 года — заведующий отделом печати АО «Интурист», профессор Московского института востоковедения.

### Репрессии
26 марта 1938 года арестован по обвинению в участии в антисоветской террористической организации. Осуждён Военной коллегией Верховного суда СССР и приговорён к высшей мере наказания. 22 августа 1938 года расстрелян на полигоне Бутово-Коммунарка и там же захоронен.
25 апреля 1956 года посмертно реабилитирован определением Военной коллегии Верховного суда СССР.
Место хранения дела: Центральный архив ФСБ РФ.

## Адреса
- Москва, ул. Кирова, д. 24, кв. 34.